# Birkmühle
Die Birkmühle ist eine von drei erhaltenen Bockwindmühlen in Oderwitz. Heute ist sie ein beliebtes Ausflugsziel, der Mühlenbetrieb wurde 1974 eingestellt. Den Namen erhielt sie von der Birke, die unterhalb des Mühlengrundstücks steht.

## Geschichte
Laut Hausbaumeinschlag wurde die Mühle um 1800 auf dem Burkersdorfer Sandberg errichtet. 1817 wurde sie mit drei Pferdefuhrwerken an die Kreuzung zwischen Rittergutwirtschaftsweg und Mittelweg versetzt, wo sie noch heute steht. Gleichzeitig mit dem Erwerb des entsprechenden Grundstücks aus dem Besitz des Rittergutes, wurde das zugehörige Wohnhaus erbaut.
1856 erhielt der damalige Mühlenbesitzer Karl Ernst Rönsch das Recht, das Wohnhaus als Gasthaus zu nutzen. Bis 1953 wurde in diesem auch eine Bäckerei betrieben. Der Mühlenbetrieb mittels Windkraft wurde noch bis 1956 aufrechterhalten, obwohl bereits ab 1946 ein elektrischer Antrieb vorhanden war. Die letzte gewerbliche Nutzung als Getreidemühle erfolgte 1974 durch den letzten Oderwitzer Windmüllermeister Ehrenfried Rönsch.
1991 wurde die Birkmühle zusammen mit der Berndtmühle und der Neumannmühle mit dem Europa-Nostra-Preis für herausragende Leistungen im Bereich der Erhaltung von Kulturerbe ausgezeichnet. Jedoch verwüstete 1997 ein Orkan die Mühle. Daraufhin wurde 1998 der Birkmühlverein gegründet, dessen Ziel der Erhalt der Birkmühle ist. So konnte 1999 das neue Flügelkreuz eingeweiht werden.
Heute befindet sich ein Museum im Inneren der Mühle, das Wohnhaus wird weiterhin als Gasthof genutzt. Auch ist es möglich in der Mühle zu heiraten, da sie zu einer offiziellen Außenstelle des Standesamtes Oderwitz ernannt wurde.

## Aufbau
Der Bock auf dem das Mühlenhaus gelagert ist, wurde umhaust, eine Besonderheit der Oberlausitzer Bockwindmühlen. Mit dem Sterz auf der Rückseite, der sogenannten Mondseite, kann eine einzelne Person die Mühle auf ihrem Bock in Windrichtung drehen.
Die Kornkammer der Birkmühle bot Platz für circa 20 Tonnen Getreide, meist Roggen. Die durchschnittliche Mahlleistung betrug etwa 500 Kilogramm Getreide pro Tag.
Als weitere Besonderheit besitzt die Mühle einen Fahrstuhl und eine Wohnkammer für den Müller (Feiste) im obersten Stockwerk. Das Flügelkreuz der Mühle hat einen Durchmesser von 18 Metern, die aufgenommene Windenergie kann durch Jalousieklappenflügel gesteuert werden.